# Musikkens Hus (Aalborg)
 For alternative betydninger, se Musikkens Hus. (Se også artikler, som begynder med Musikkens Hus)
Musikkens Hus er et musikhus i Aalborg, der omfatter bl.a. koncertsal og øvelokaler for Aalborg Symfoniorkester og Det Jyske Musikkonservatorium foruden undervisningslokaler for sidstnævnte og Aalborg Universitets uddannelser i musikvidenskab og musikterapi. Musikkens Hus er placeret på Musikkens Plads ved Limfjorden på et gammelt havneområde ved Nordkraft. Byggeriet blev påbegyndt i juli 2010 og de første flyttede ind i huset den 1. juli 2013. Huset blev indviet d. 29. marts 2014.

## Historien
Idéen bag et musikhus i Aalborg stammer tilbage fra 1986, hvor lokale stifter foreningen Musikhusets Venner. Denne forening blev stiftet for at fremme etableringen af et hus i Aalborg med udgangspunkt i det stedlige musiklivs behov.  I 1999 kommer der liv til idéen, da Aalborg Universitets rektor, Sven Caspersen, og Nordjysk Musikkonservatoriums prorektor, Peter Wang, får idéen om at placere en uddannelses- og forskningsdel i huset. I 2000 giver politikerne i Aalborg Byråd grønt lys til projektet på Aalborgs havnefront, og gennem 5 år samler en komité 57 mio. kroner ind til byggeriet.
Efter en international arkitektkonkurrence i 2001, blev det østrigske firma Coop Himmelb(l)aus projekt valgt. Det danske arkitektfirma Friis og Moltke har senere udført arbejdet som lokal arkitekt. Undervejs opstod der uenighed mellem bygherren, en lokal fond med private og offentlige investorer og arkitekterne, hvilket forsinkede projektets gennemførelse. Fonden trak sig siden ud af sagen og etableringen styres nu af fonden Realdania, mens Aalborg Kommune får ansvaret for driften.
I august 2007 har Realdania og Coop Himmelb(l)au fremlagt en plan for hele området omkring Musikkens Hus. Planens formål er at "Musikkens Hus skal være del af et dynamisk byrum", som knytter byen og Limfjorden sammen i et kulturelt kraftcenter, der også rummer Nordkraft samt Utzon Center.

## Fondens bestyrelse
Fonden for Musikkens Hus i Nordjylland er husets administrerende virksomhed og består af følgende bestyrelse:
- Christen Obel (formand), Det Obelske Familiefond
- Bent Frank, Realdania
- Erik Jacobsen, Det Kongelige Teater
- Steffen Nørgaard, Spar Nord Fonden
- Christian Roslev, Aalborg Kommune
- Mads Duedahl, Aalborg Kommune
- Charlotte Sahl-Madsen, tidl. minister for videnskab, teknologi og udvikling

## Husets beboere
- Fonden for Musikkens Hus i Nordjylland
- Aalborg Symfoniorkester
- Det Jyske Musikkonservatorium Aalborg afdeling
- Orkester Norden
- Aalborg Operafestival
- Musikuddannelserne ved Aalborg Universitet
- Musikterapi ved Aalborg Universitet
- Restaurant Fauna

## Husets disposition
Musikkens Hus er disponeret med:
- En markant vertikal foyer med naturlig ventilering er et særligt kendetegn ved huset med plads til 2150 mennesker.
- Koncertsalen, med plads til 1298 personer, udgør et centrum af Musikkens Hus, med en akustik, som er et internationalt koncerthus værdig.
- I kælderen indrettes tre koncertsale:
  - Intimsalen, som har plads til 300 personer
  - Klassisk sal, som har plads til 200 personer
  - Rytmisk sal, som har plads til 200 personer
- En uddannelsesdel (U'et) med øvelokaler, undervisningsrum og lydstudier
- Backstage Base, som udover backstage-området for husets optrædende kunstnere, huser husets administration